# جائحة فيروس كورونا في المالديف
تُوَثِّق هذه المقالة آثار جائحة فيروس كورونا 2019-2020 في جزر المالديف، وقد لا تتضمن جميع الاستجابات والتدابير والإجراءات الرئيسية حتى الآن.
في 7 مارس 2020 أُكد تفشي وباء الفيروس التاجي 2019-2020 إلى جزر المالديف من سائح إيطالي عاد إلى إيطاليا بعد قضاء عطلة في منتجع كوريدو آند سبا. وأكدت وكالة حماية الصحة في جزر المالديف حالتين في جزر المالديف، وكلاهما موظف في المنتجع. بعد ذلك، أُغلق الفندق مع العديد من السياح الذين تقطعت بهم السبل في الجزيرة. واعتبارًا من 11 مارس 2020، وضع منتجعات جزر كوريدو وفيلاميندو وباتالا وجزيرة كوراماتي تحت الحجر الصحي المؤقت. وأُغلقت المدارس كإجراء وقائي.

## خلفية
في 12 يناير 2020، أكدت منظمة الصحة العالمية عن ظهور فيروس كورونا المستجد كسبب للمرض التنفسي الذي أصاب مجموعة من الأشخاص في مدينة ووهان، مقاطعة خوبي، الصين، إذ أُبلغ عنهم إلى منظمة الصحة العالمية في 31 ديسمبر 2019. كانت نسبة الوفيات بين الحالات المُشخصة بكوفيد-19 أقل بكثير من جائحة فيروس سارس في عام 2003، لكن انتقال العدوى كان أكبر، والوفيات أيضًا.

## الجدول الزمني
في 7 مارس 2020، أكدت جزر المالديف أول حالتين، وهما موظفان أجنبيان في منتجع جزيرة كوريدهو. يعتقد أن كلاهما أصيب بالعدوى من سائح إيطالي تم اختباره بشكل إيجابي لكوفيد-19 بعد عودته إلى إيطاليا. في 9 مارس 2020، أكدت جزر المالديف أن اختبار حالتين أخريتين كان إيجابيًا. وكلاهما من سياح. حتى 16 مارس 2020، هناك 13 حالة إيجابية لكوفيد-19.
أعلنت جزر المالديف حالة الطوارئ الصحية العامة في 12 مارس 2020. اعتبارًا من 19 مارس 2020، يوجد في جزر المالديف 13 حالة إيجابية وتم رفع حالة الإغلاق على فيلاميندو وباتالا.

## قيود السفر إلى جزر المالديف
وضعت حكومة جزر المالديف والسياحة في جزر المالديف بتوجيه من وكالة حماية الصحة في جزر المالديف (HPA) قيودًا مؤقتة على السفر للبلدان التالية للسيطرة على الحالات الجديدة.
| بلد                                                       | تاريخ النفاذ                         | مصدر        |
| --------------------------------------------------------- | ------------------------------------ | ----------- |
| الصين                                                     | نشط من 4 فبراير 2020                 | وزارة الصحة |
| كوريا الجنوبية (مقاطعات شمال وجنوب جيونج سانج)            | نشط اعتبارًا من 3 مارس 2020           | وزارة الصحة |
| إيطاليا                                                   | نشط اعتبارًا من 8 مارس 2020           | وزارة الصحة |
| بنغلاديش                                                  | نشط من 10 مارس 2020 إلى 24 مارس 2020 | وزارة الصحة |
| ألمانيا (بافاريا، شمال الراين - وستفاليا، بادن فورتمبيرغ) | نشط من 15 مارس 2020                  | وزارة الصحة |
| إسبانيا (جميع المقاطعات والمناطق)                         | نشط من 15 مارس 2020                  | وزارة الصحة |
| فرنسا (إيل دو فرانس وغراند إست)                           | نشط من 15 مارس 2020                  | وزارة الصحة |
| ماليزيا                                                   | نشط من 17 مارس 2020                  | وزارة الصحة |
| أمريكا                                                    | نشط من 18 مارس 2020                  | وزارة الصحة |
| المملكة المتحدة                                           | نشط من 19 مارس 2020                  | وزارة الصحة |
| سيريلانكا                                                 | نشط من 21 مارس 2020                  | وزارة الصحة |

## تفاصيل الحالات المؤكدة
| الحالة | تاريخ       | عمر     | جنس   | الجنسية | تم قبول المستشفى         | مصدر العدوى | الحالة      | ملاحظات                                                           | مصدر        |
| ------ | ----------- | ------- | ----- | ------- | ------------------------ | ----------- | ----------- | ----------------------------------------------------------------- | ----------- |
| 1      | 7 مارس 2020 | لم يكشف | أنثى  | لم يكشف | مركز فاروكولو فوشى للعزل | إيطاليا     | في المستشفى | الحالة الأولى في جزر المالديف. ربط السائح الإيطالي الإرسال المحلي | وزارة الصحة |
| 2      | 7 مارس 2020 | لم يكشف | الذكر | لم يكشف | مركز فاروكولو فوشى للعزل | إيطاليا     | في المستشفى | الحالة الأولى في جزر المالديف. ربط السائح الإيطالي الإرسال المحلي | وزارة الصحة |